# José Fernández Pacheco y Campuzano
José Fernández Pacheco y Campuzano (Burgos, 1869 - [...?], 1947 fou un músic i compositor espanyol.
Estudià en el Conservatori de Madrid, en el que aconseguí primers premis en solfeig, harmonia, piano i composició. Fou professor del Colegio de la Hermandad Refugio de la capital espanyola, i durant set temporades fou mestre concertador del teatre Reial. Durant uns anys prestà els seus serveis com a mestre corrector, reductor i adaptador, i va dirigir la part artística en una fàbrica de rotlles per auto piano.
A més de nombroses composicions religioses i obres per a piano, que va donar a imprimir, se li deu la música de les sarsueles: Guardapié del diabló; Paraiso de Mahoma; Triumfo del amor (en col·laboració amb el mestre Aloire); El contrabando (en col·laboració amb el mestre Serrano), etc.